# Чехларе
Вижте пояснителната страница за други значения на Морозово.
Чехларе, бивше Морозово (09.04.1950 – 23.09.1969), е село в Южна България, област Пловдив, община Брезово.

## География
Село Чехларе се намира в Източна Средна гора, Южен централен регион.
Постоянните жители на селото са 104 души (2011). С временните жители през лятото достигат до 200 души.
Всички основни улици в селото са асфалтирани. Обитаемите къщи са добре поддържани от местните жители и приходящите от градовете.

## История
Селото е основано по време на турското завоевание или в следващите няколко десетилетия от българи, които се заселват там, за да спасят живота си. Местността затворена от 3 страни с хълмове и обрасла с вековни гори, е изглежда подходяща за заселване на бягащите хора от близките опожарени от турците села.
В книгата си „История на село Морозово“ (дн. Чехларе) видният български историк чехларецът проф. Йоно Митев посочва, че в народното съзнание за образуването на Чехларе са се запазили различни предания, които имат полулегендарен характер. Едно от тях гласи, че тук живееят скотовъди, всеки от които пасе стадата си в определена местност в района. По-късно тези пастири слагат основите на селото.
За името му също има предания. Според първото, селото получава името си от чешки жители, които се заселват тук след похода на полския крал Владислав III през 1443 – 1444 г. Неговите войски се състоят от поляци, унгарци и чехи. След поражението на Владислав III при Варна пленените му войници били превърнати в роби. Спахия, чийто владения се намирали към землищата на сегашните села Верен и Братя Даскалови получава чешки роби. Първите жители, скотовъдци от Чехларското землище, слизат нощно време във владенията на този спахия и при едно от тези нападения освобождават чехите, като ги отвеждат в своето землище. Чехите се женат за дъщери на скотовъдците, но се занимават с добиване на злато. А селото е наречено Чехларе.
Според второто предание селото е основано от българи, но тъй като се намирало на високо място – чал, било наречено „Чааларе“. Според третото предание селото е основано от българи, които са задължени да косят чаирите (ливадите) на махмутларския спахия и затова са назовани „чаирлари“. От това название и селото получиава името „Чаирлари“ или „Чехларе“.
Розата и лавандулата са културите, които видимо повдигат икономическото положение на Чехларе. Розовото масло заема важно място в техния поминък още по време на османската власт. Климатичните и почвените условия, изобилието от животинска тор се оказват много благоприятни за нейното отглеждане. Варенето и дестилацията са лесно усвоени. Варенето се извършва в малки навеси край реката, покрити със слама, наречени гюлпханета или просто гюлпени. Обикновено по 4 – 5 стопани варят в една розоварна. Казаните купуват от Казанлък, а стъклениците внасят от чужбина (главно от Флоренция). Богати търговци – българи или евреи купуват розовото масло и го изнасяли на Запад главно във Франция, където парфюмерийната промишленост е силно развита.
Жителите на селото се изхранват и със скотовъдство. Хората са сеят ръж, овес и пшеница (казалджа), която и до днес вирее много добре. До освобождението на България почти всяко семейство е има от 40 до 100 овце, 20 – 30 кози и 8 – 10 говеда. Стопаните имат извън селото и специални кошари, които чехларци наричат „саи“. Там зиме и лете има овчар. Близо до саята се намират нивите и харманът, на който се вършее. Поради развитото скотовъдство нивите са добре наторявани и въпреки слабата почва дават добър добив.
Това бедно полупланинско село, което тогава е има 235 къщи с 900 жители, е център на комунистическото партизанско движение в Източното Средногорие по време на Втората световна война. Почти цялото население се поставя се в услуга на партизаните. Минава през участъците, затворите и лагерите. През 1943 г. всички жители на Чехларе са интернирани. Дава 76 партизани, от които 9 души загиват. По партизанския псевдоним на командира на Първа средногорска бригада „Христо Ботев“ чехлареца Сребро Бабаков (Мороза) няколко години селото носи неговото име Морозово.

## Стопанство
Днес в селото има регистрирани 3 фирми с предмет на дейност създаване на масиви от рози, лавандула и лозя, дърводелска работилница и 18 регистрирани пчелари.

## Редовни събития
Празникът на селото е на 9 септември. Друг събор има през май.

## Личности
- Дечо Бутев (1911 – 1943), български партизанин
- Сребро Бабаков (1908 – 1950), български партизанин
- проф. д-р Радка Колева, директор на Народна библиотека „Иван Вазов“ (Пловдив)
- проф. д-р Йоно Митев (1916 – 2001), български военен историк
- проф. д-р Тотю Пиперков (р. 1927-2016), изтъкнат български акушер-гинеколог
- Слави Чакъров (1915 – 1998), Дяконът на Средногорието, сред първите въобще партизани заедно с брат си Иван Чакъров. След победата генерал-майор, завеждащ граничните войски